# Sierras de Ricote y la Navela
Sierras de Ricote y la Navela este o arie protejată (arie de protecție specială avifaunistică — SPA) din Spania întinsă pe o suprafață de 7.643,57 ha, integral pe uscat.

## Localizare
Centrul sitului Sierras de Ricote y la Navela este situat la coordonatele 38°08′34″N 1°23′42″W / 38.1428°N 1.395°V.

## Înființare
Situl Sierras de Ricote y la Navela a fost declarat arie de protecție specială avifaunistică în octombrie 2000 pentru a proteja 1 specie de plante și 37 de specii de animale.

## Biodiversitate
Situată în ecoregiunea mediteraneană, aria protejată conține 17 habitate naturale: Pajiști carstice calcaroase sau bazofile, de Alysso-Sedion albi, Râuri mediteraneene cu debit permanent cu specii de Paspalo-Agrostidion și galerii riverane de Salix și de Populus alba, Pante stâncoase calcaroase cu vegetație casmofită, Tufărișuri halo-nitrofile (Pegano-Salsoletea), Galerii și tufărișuri riverane sudice (Nerio-Tamaricetea și Securinegion tinctoriae), Tufărișuri termo-mediteraneene și de pre-deșert, Grohotișuri termofile și vest-mediteraneene, Matorral arborescenți cu Juniperus spp., Stepe sărăturate mediteraneene (Limonietalia), Peșteri inaccesibile publicului, Lande oro-mediteraneene cu formațiuni endemice de grozamă, Pseudostepă cu ierburi și specii anuale de Thero-Brachypodietea, Lacuri eutrofice naturale cu vegetație de tip Magnopotamion sau Hydrocharition, Vegetație gipsofilă iberică (Gypsophiletalia), Păduri de Quercus ilex și Quercus rotundifolia, Pajiști umede mediteraneene cu ierburi înalte de Molinio-Holoschoenion, Tufărișuri halofile mediteraneene și termo-atlantice (Sarcocornetea fruticosi).
La baza desemnării sitului se află mai multe specii protejate:
- plante (1): Sideritis incana subsp. glauca
- păsări (29): uliu porumbar (Accipiter gentilis), acvilă de munte (Aquila chrysaetos), buha (Bubo bubo), șorecarul comun (Buteo buteo), Certhia brachydactyla, șerpar (Circaetus gallicus), șoim călător (Falco peregrinus), șoimul rândunelelor (Falco subbuteo), vânturel roșu (Falco tinnunculus), cinteză (Fringilla coelebs), ciocârlan (Galerida cristata), Galerida theklae, Hieraaetus fasciatus, acvilă pitică (Hieraaetus pennatus), forfecuță gălbuie (Loxia curvirostra), ciocârlie de pădure (Lullula arborea), prigoare (Merops apiaster), muscar sur (Muscicapa striata), pietrar mediteranean (Oenanthe hispanica), Oenanthe leucura, ciuf-pitic (Otus scops), pițigoi de brădet (Parus ater), Pyrrhocorax pyrrhocorax, silvie roșcată (Sylvia cantillans), Sylvia conspicillata, silvie de tufiș (Sylvia undata), pănțărușul (Troglodytes troglodytes), mierlă gulerată (Turdus torquatus), pupăză (Upupa epops)
- mamifere (6): liliac cu aripi lungi (Miniopterus schreibersii), liliac cu picioare lungi (Myotis capaccinii), liliac cărămiziu (Myotis emarginatus), liliacul mediteranean cu potcoavă (Rhinolophus euryale), liliacul mare cu potcoavă (Rhinolophus ferrumequinum), liliacul cu potcoavă a lui méhely (Rhinolophus mehelyi)
- nevertebrate (1): croitorul mare al stejarului (Cerambyx cerdo)
- pești (1): Pseudochondrostoma polylepis

Pe lângă speciile protejate, pe teritoriul sitului au mai fost identificate 33 de specii de plante, 43 de specii de păsări, 5 specii de amfibieni, 8 specii de mamifere, 17 specii de reptile.